# Francesco Donato
Francesco Donato, född 1468, död 1553, var regerande doge av Republiken Venedig 1545-1553. Han var gift med Alicia Giustiniani.